# E. Gerald Corrigan
Edward Gerald "Jerry" Corrigan, född 13 juni 1941 i Waterbury, Connecticut, död 17 maj 2022 i Dedham, Massachusetts, var en amerikansk ekonom, bankdirektör, statstjänsteman och företagsledare. Han var president och VD för de regionala centralbankerna Federal Reserve Bank of Minneapolis (1980–1984) och Federal Reserve Bank of New York (1985–1993).
Han var även bland annat ekonom och hade lägre chefspositioner inom New York Fed; speciell assistent till centralbankssystemet Federal Reserve Systems ordförande Paul Volcker; ordförande vid G10:s Baselkommitté (1991–1993); ledamot i styrelsen för tankesmedjan Council on Foreign Relations (1993–1995); chef vid The U.S. Russia Investment Fund på uppdrag av USA:s 42:a president Bill Clinton (D) samt delägare och höga chefspositioner för investmentbanken Goldman Sachs.
Corrigan avlade kandidatexamen vid Fairfield University och master och doktorsexamen vid Fordham University i nationalekonomi.
Hans andra fru var Cathy Minehan, president och VD för Federal Reserve Bank of Boston 1994–2007. På mitten av 1990-talet uppkom det dock intressekonfliktsfrågor rörande deras äktenskap när hon var chef för Boston Fed medan Corrigan var då anställd hos Goldman Sachs.